# 28-й меридіан східної довготи
28-й меридіан східної довготи — лінія довготи, що лежить на 28 градусів східніше Гринвіцького меридіана. Вона проходить від Північного полюса через Північний Льодовитий океан, Європу, Азію, Африку, Індійський океан, Південний океан та Антарктиду до Південного полюса.
28-й меридіан східної довготи формує велике коло разом із 152-гим меридіаном західної довготи.

## Список географічних об'єктів, що перетинає 28° сх. д.
Починаючи на Північному полюсі та рухаючись до Південного полюса, 28-й меридіан східної довготи проходить через:
| Координати                                                 | Країна, територія або море | Примітки                                                                            |
| ---------------------------------------------------------- | -------------------------- | ----------------------------------------------------------------------------------- |
| 90°0′ пн. ш. 28°0′ сх. д. / 90.000° пн. ш. 28.000° сх. д.  | Північний Льодовитий океан |                                                                                     |
| 80°12′ пн. ш. 28°0′ сх. д. / 80.200° пн. ш. 28.000° сх. д. | Норвегія                   | Шпіцберген — проходить через острів Сторьойя[en]                                    |
| 80°3′ пн. ш. 28°0′ сх. д. / 80.050° пн. ш. 28.000° сх. д.  | Баренцове море             |                                                                                     |
| 78°52′ пн. ш. 28°0′ сх. д. / 78.867° пн. ш. 28.000° сх. д. | Норвегія                   | Шпіцберген — проходить через острів Конгсьойя                                       |
| 78°50′ пн. ш. 28°0′ сх. д. / 78.833° пн. ш. 28.000° сх. д. | Баренцове море             |                                                                                     |
| 71°4′ пн. ш. 28°0′ сх. д. / 71.067° пн. ш. 28.000° сх. д.  | Норвегія                   |                                                                                     |
| 70°1′ пн. ш. 28°0′ сх. д. / 70.017° пн. ш. 28.000° сх. д.  | Фінляндія                  |                                                                                     |
| 60°40′ пн. ш. 28°0′ сх. д. / 60.667° пн. ш. 28.000° сх. д. | Росія                      | Ленінградська область                                                               |
| 60°30′ пн. ш. 28°0′ сх. д. / 60.500° пн. ш. 28.000° сх. д. | Балтійське море            | Фінська затока                                                                      |
| 59°26′ пн. ш. 28°0′ сх. д. / 59.433° пн. ш. 28.000° сх. д. | Естонія                    |                                                                                     |
| 59°17′ пн. ш. 28°0′ сх. д. / 59.283° пн. ш. 28.000° сх. д. | Росія                      | Ленінградська область Псковська область — проходить через Псковське озеро           |
| 56°40′ пн. ш. 28°0′ сх. д. / 56.667° пн. ш. 28.000° сх. д. | Латвія                     |                                                                                     |
| 56°7′ пн. ш. 28°0′ сх. д. / 56.117° пн. ш. 28.000° сх. д.  | Білорусь                   |                                                                                     |
| 51°34′ пн. ш. 28°0′ сх. д. / 51.567° пн. ш. 28.000° сх. д. | Україна                    | Житомирська область Вінницька область                                               |
| 48°19′ пн. ш. 28°0′ сх. д. / 48.317° пн. ш. 28.000° сх. д. | Молдова                    |                                                                                     |
| 47°2′ пн. ш. 28°0′ сх. д. / 47.033° пн. ш. 28.000° сх. д.  | Румунія                    |                                                                                     |
| 43°51′ пн. ш. 28°0′ сх. д. / 43.850° пн. ш. 28.000° сх. д. | Болгарія                   |                                                                                     |
| 41°13′ пн. ш. 28°0′ сх. д. / 41.217° пн. ш. 28.000° сх. д. | Чорне море                 |                                                                                     |
| 42°3′ пн. ш. 28°0′ сх. д. / 42.050° пн. ш. 28.000° сх. д.  | Болгарія                   | Приблизно на 8 км                                                                   |
| 41°59′ пн. ш. 28°0′ сх. д. / 41.983° пн. ш. 28.000° сх. д. | Туреччина                  | Східна Фракія                                                                       |
| 41°1′ пн. ш. 28°0′ сх. д. / 41.017° пн. ш. 28.000° сх. д.  | Мармурове море             |                                                                                     |
| 40°30′ пн. ш. 28°0′ сх. д. / 40.500° пн. ш. 28.000° сх. д. | Туреччина                  |                                                                                     |
| 37°2′ пн. ш. 28°0′ сх. д. / 37.033° пн. ш. 28.000° сх. д.  | Егейське море              | Затока Гекова                                                                       |
| 36°48′ пн. ш. 28°0′ сх. д. / 36.800° пн. ш. 28.000° сх. д. | Туреччина                  | Проходить через півострів Датча[en]                                                 |
| 36°34′ пн. ш. 28°0′ сх. д. / 36.567° пн. ш. 28.000° сх. д. | Егейське море              |                                                                                     |
| 36°22′ пн. ш. 28°0′ сх. д. / 36.367° пн. ш. 28.000° сх. д. | Греція                     | Проходить через острів Родос                                                        |
| 36°3′ пн. ш. 28°0′ сх. д. / 36.050° пн. ш. 28.000° сх. д.  | Середземне море            |                                                                                     |
| 31°5′ пн. ш. 28°0′ сх. д. / 31.083° пн. ш. 28.000° сх. д.  | Єгипет                     |                                                                                     |
| 22°0′ пн. ш. 28°0′ сх. д. / 22.000° пн. ш. 28.000° сх. д.  | Судан                      |                                                                                     |
| 10°10′ пн. ш. 28°0′ сх. д. / 10.167° пн. ш. 28.000° сх. д. | Аб'єй                      | Контролюється Суданом, претендує Південний Судан                                    |
| 9°25′ пн. ш. 28°0′ сх. д. / 9.417° пн. ш. 28.000° сх. д.   | Південний Судан            |                                                                                     |
| 4°33′ пн. ш. 28°0′ сх. д. / 4.550° пн. ш. 28.000° сх. д.   | ДР Конго                   |                                                                                     |
| 12°20′ пд. ш. 28°0′ сх. д. / 12.333° пд. ш. 28.000° сх. д. | Замбія                     | Проходить через озеро Кариба                                                        |
| 16°53′ пд. ш. 28°0′ сх. д. / 16.883° пд. ш. 28.000° сх. д. | Зімбабве                   |                                                                                     |
| 21°33′ пд. ш. 28°0′ сх. д. / 21.550° пд. ш. 28.000° сх. д. | Ботсвана                   |                                                                                     |
| 22°56′ пд. ш. 28°0′ сх. д. / 22.933° пд. ш. 28.000° сх. д. | ПАР                        | Лімпопо Північно-Західна провінція Гаутенг — проходить через Йоганнесбург Фрі-Стейт |
| 28°52′ пд. ш. 28°0′ сх. д. / 28.867° пд. ш. 28.000° сх. д. | Лесото                     |                                                                                     |
| 30°39′ пд. ш. 28°0′ сх. д. / 30.650° пд. ш. 28.000° сх. д. | ПАР                        | Східнокапська провінція                                                             |
| 32°57′ пд. ш. 28°0′ сх. д. / 32.950° пд. ш. 28.000° сх. д. | Індійський океан           |                                                                                     |
| 60°0′ пд. ш. 28°0′ сх. д. / 60.000° пд. ш. 28.000° сх. д.  | Південний океан            |                                                                                     |
| 69°52′ пд. ш. 28°0′ сх. д. / 69.867° пд. ш. 28.000° сх. д. | Антарктида                 | Проходить через Землю Королеви Мод (претендує Норвегія)                             |